# Cañada del Provencio
La Cañada del Provencio es una localidad del municipio de Molinicos (Provincia de Albacete), dentro de la comarca de la Sierra del Segura, y de la comunidad autónoma de Castilla-La Mancha. Se encuentra a 1040 m sobre el nivel del mar, y dista 18 km del núcleo principal del municipio a través de la carretera provincial AB-31 CM-412 – Vegallera). 
Situada en la zona noroeste del municipio, cercana a la sierra del Agua, la Cañada del Provencio es recorrida por el arroyo del mismo nombre que forma un estrecho valle separado del río Mundo, en el que desemboca, por los Picos del Oso.

## Historia

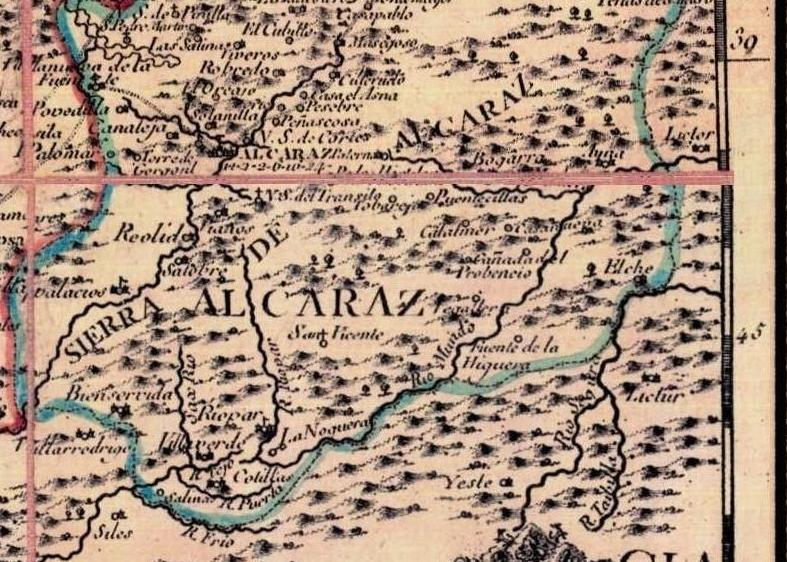
Mapa histórico de la Sierra de Alcaraz. (Fragmento de la antigua provincia de La Mancha, por Tomás López. Año 1765).

La Cañada del Provencio, como su propio nombre indica, tiene sus orígenes en la ganadería, pues las cañadas eran empleadas como refugio y huerta de la que se alimentaban los pastores que venían en busca de hierba fresca para sus ganados, y es conocido de que la población conquense de El Provencio era un gran cliente de los pastos de Alcaraz, por lo que es probable que éste sea el origen de los primeros habitantes de la localidad. 
La Cañada del Provencio fue una localidad de cierta importancia dentro del Alfoz de Alcaraz, prueba de ello es que en 1789 ya aparece con alcalde-pedáneo, y en 1822 fue considerado como pueblo federado dentro del cantón de Alcaraz. Además, Pascual Madoz la cita dentro de su célebre "Diccionario geográfico-estadístico-histórico de España y sus posesiones de ultramar".
El Nomenclátor de los pueblos de España de 1.858 señala que La Cañada del Provencio, que contaba con el rango de aldea dentro del municipio de Alcaraz, contaba con 374 habitantes, lo que significa un número de personas muy importante para la época.
La Cañada del Provencio estuvo muy ligada a la ciudad de Alcaraz, a la que perteneció hasta el 3 de mayo de 1863, fecha en la que junto con la vecina Vegallera se incorporó al municipio de Molinicos. La Diputación considera que Alcaraz no puede atender debidamente a los vecinos de Cañada del Provencio y Vegallera por su lejanía y, por tanto, se beneficiarían de su incorporación a Molinicos.
En 1929, y al igual que en otras localidades del municipio, se inició la construcción de un colegio mixto para dar servicio al importante número de niños de la localidad. Un año más tarde, en 1930 se solicitó la creación de un camino que comunicase a la Cañada del Provencio por El Quejigal y la Fuente de la Plata a la carretera a la carretera de Hellín a Jaén, y que se completará al año siguiente con un puente que comunique a esta población con la vecina de La Alfera.

## Dichos de la localidad[3]
- “En la Cañada del Provencio todas las cosas van fuera del camino menos las aguas” (que en vez de por las acequias, van por el camino).

- “De la Cañada del Provencio y de la Vegallera, son las mejores muchachas de toda la sierra”.

- “Ceporros de la Caná, sembrad ajos y cebollas, que si se apedrea la berza, debajo queda la porra”.

- “¡Eh, cañetos, levataos ya!, que los de la Vegallera ya llevan media obrá (da)”.

- “Los chicos de la Cañá, son guapos y bailan bien, pero tienen una falta, que no saben pretender”.

- “Tú de la Cañá del Provencio, yo de La Vegallera, hoy tenemos que pasar la raya de la Carbonera”.

## Galería de imágenes

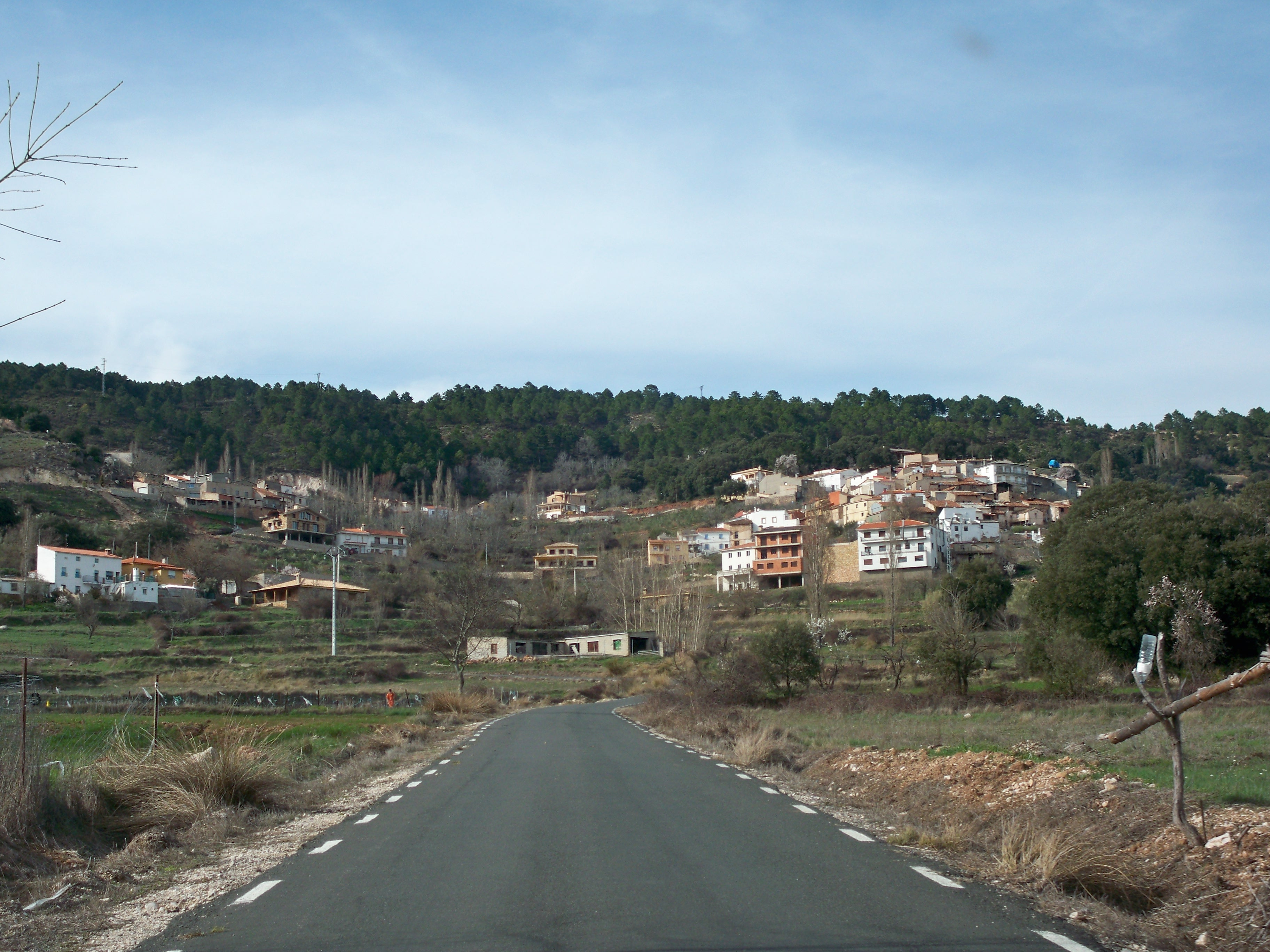
Entrada a Cañada del Provencio.
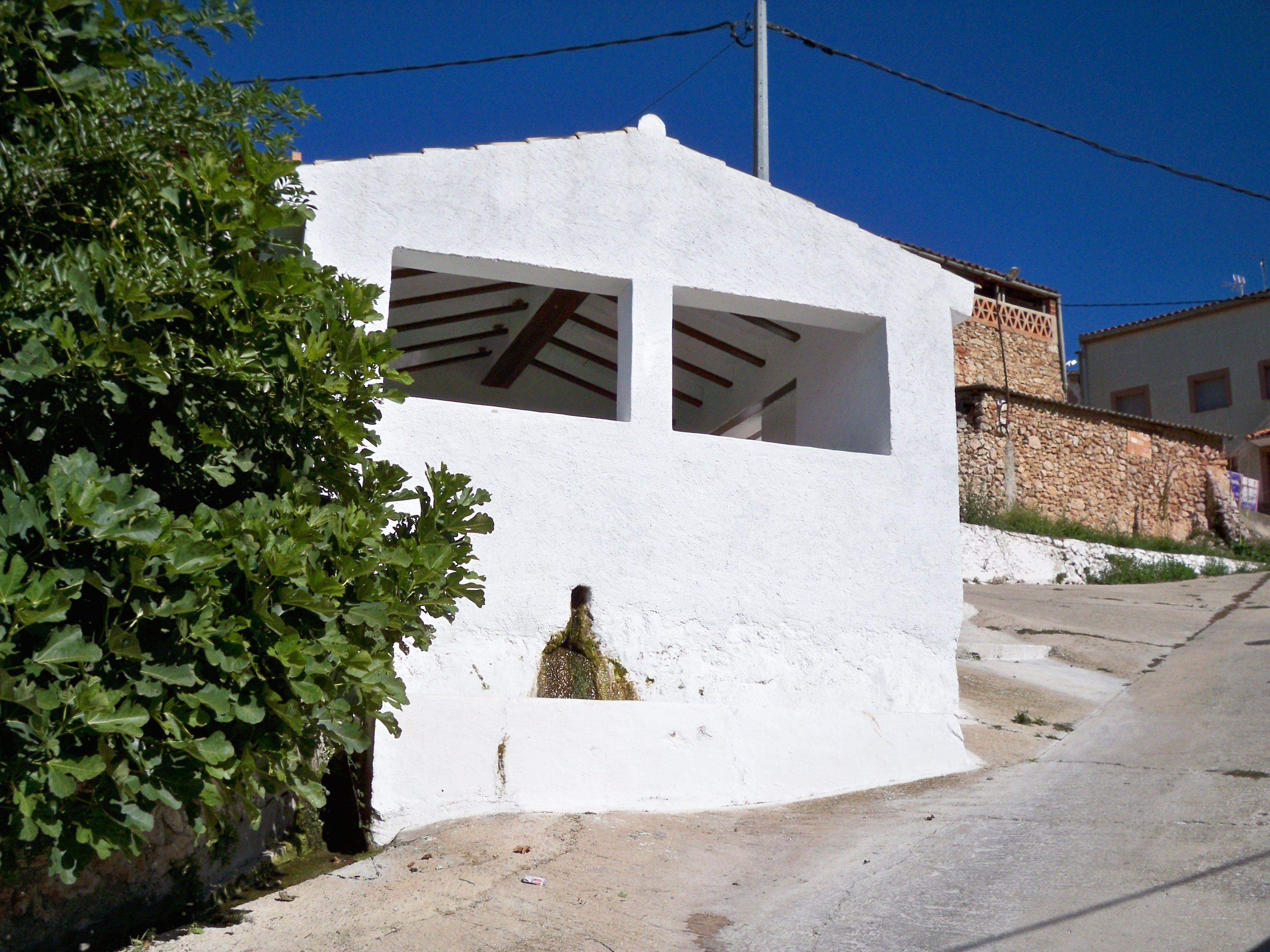
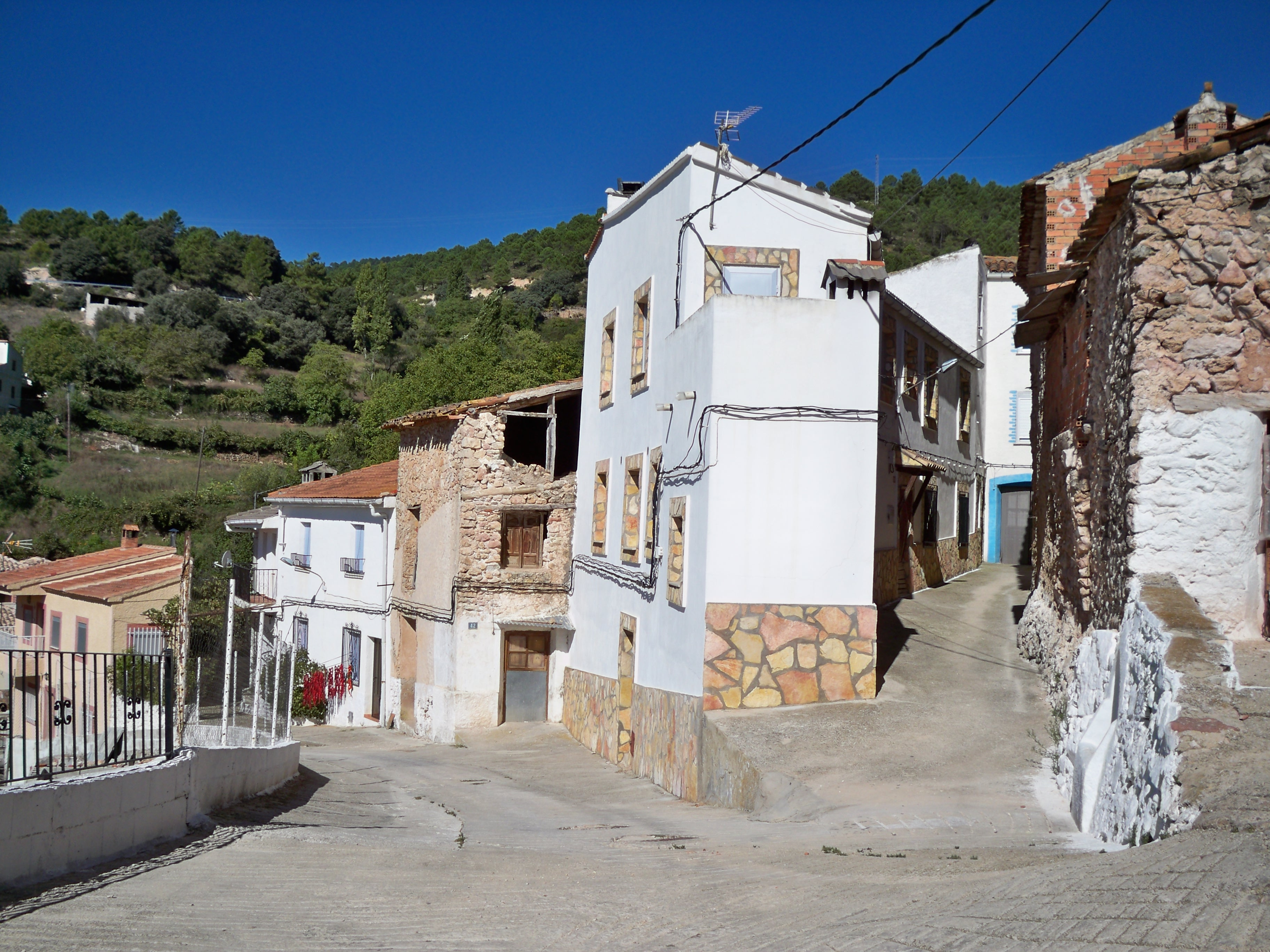
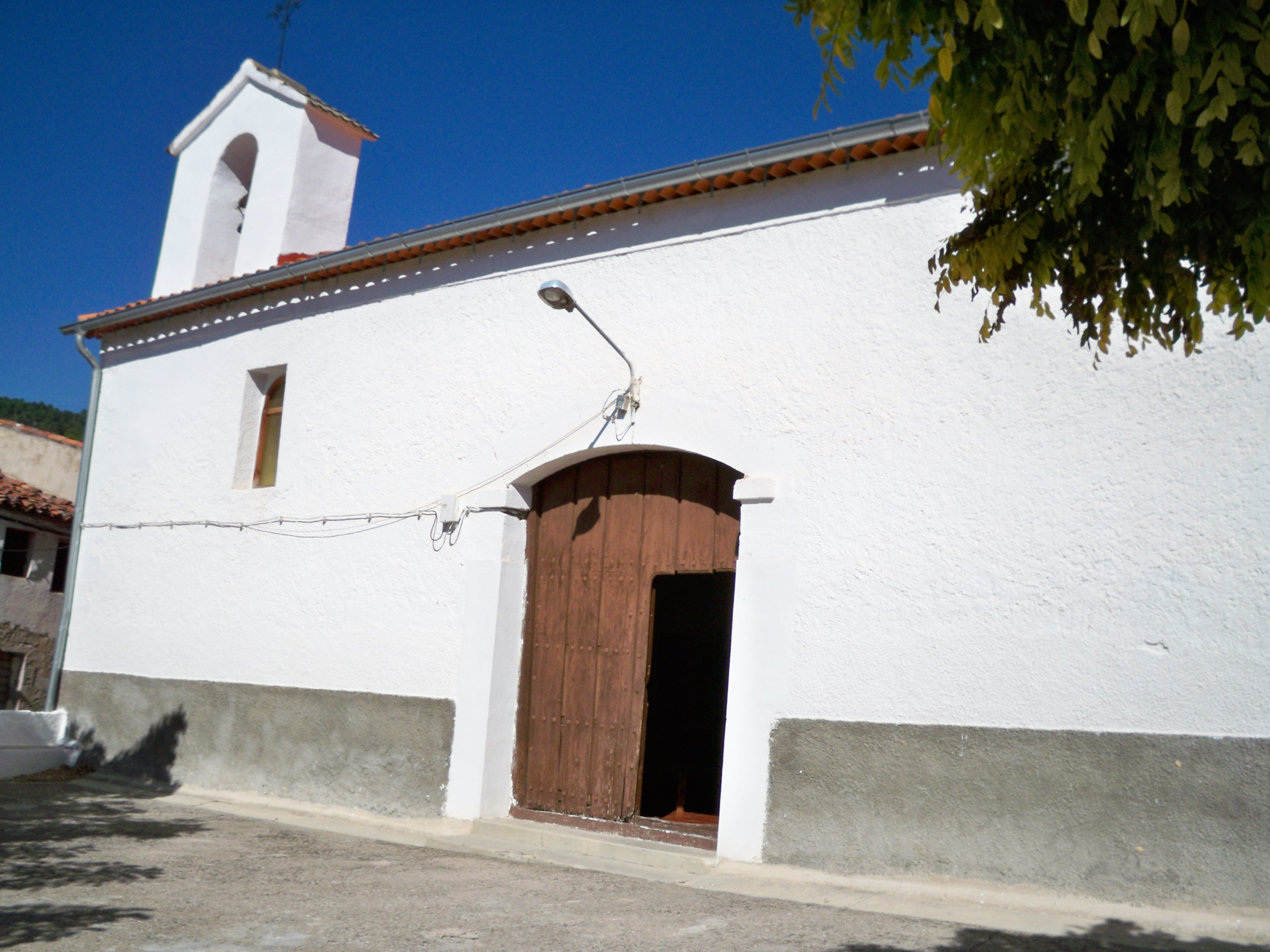

y ................................